# Hubert Arbès
Hubert Arbès (* 9. Januar 1950 in Lys (Pyrénées-Atlantiques)) ist ein ehemaliger französischer Radrennfahrer.

## Sportliche Laufbahn
Arbès begann im Verein US Anglet mit dem Straßenradsport. Er war auch im Querfeldeinrennen (heutige Bezeichnung Cyclosport) aktiv und gewann einige dieser Wettbewerbe. Als Amateur gewann er von 1966 bis 1974 68 Rennen. 1971 bestritt er die Tour de l’Avenir und die Internationale Friedensfahrt, wobei er im letzteren Rennen den 61. Platz belegte. Sein erfolgreichstes Amateurjahr war 1974. Er siegte in der Tour du Béarn (1972 war er dort bereits Zweiter geworden) vor Jacques Bossis, in der Tour du Loir-et-Cher vor Luc Leman und wurde Dritter im Ruban granitier breton. Dazu kamen zweite Plätze in den Eintagesrennen Paris–Troyes, Paris–Vierzon und Paris–Égreville. Er wurde mit der „Palmes d’or Merlin Plage“ für den erfolgreichsten Amateur der Saison geehrt.
1975 wurde er Berufsfahrer im Radsportteam Gitane-Campagnolo und blieb bis 1982 als Radprofi aktiv. Er war einige Jahre Domestik für Bernard Hinault. Als Profi gewann Arbès 1975 eine Etappe im Étoile des Espoirs und 1978 in der Tour du Limousin. Im Grand Prix d’Orchies 1977, in der Tour du Limousin 1979 und im Boucles des Flandres 1982 wurde er Dritter.
Arbès bestritt die Tour de France fünfmal. 1976 wurde er 53., 1979 74., 1981 60. und 1982 86., 1980 schied er aus. Im Giro d’Italia kam er 1980 auf den 69. Rang.